# Mario Brasini
Mario Brasini (Rio de Janeiro, 31 de janeiro de 1921 — Rio de Janeiro, 9 de outubro de 1997) foi ator, autor de peças teatrais, diretor de teatro e inventor brasileiro.
Viveu parte de sua infância entre Recife e Maceió (terra de sua mãe, Dulce Farias Brasini). Iniciou seus estudos em Roma (terra de seu pai, o arquiteto Ferruccio Brasini), onde morou dos 8 aos 13 anos.
Escreveu sua primeira peça de teatro ainda ginasiano do Colégio Santo Antonio Maria Zacharias, no Catete, no Rio de Janeiro. Depois de participar ativamente do elenco amador daquele educandário, Brasini passou a trabalhar com o elenco de atores italianos do Teatro del Doppo Lavoro e, posteriormente, na fundação da União Nacional dos Estudantes (UNE).
Na UNE, participou de variados trabalhos, inclusive da criação da Revista Movimento, da qual tornou-se redator-chefe e venceu o primeiro concurso nacional de peças teatrais daquela agremiação, cujo corpo de jurados era presidido pelo escritor Aníbal Machado. A peça vencedora chamava-se Estudantes e foi montada no Teatro Ginástico pelos estudantes. A seguir, Brasini prosseguiu sua carreira no Teatro Universitário, dirigido por Jerusa Camões, onde dirigiu e atuou em inúmeros espetáculos, entre eles a opereta A Viúva Alegre.

## Teatro
Mário Brasini escreveu inúmeras comédias de costume, retratando seu povo e seu país, algumas vezes fazendo crítica social em tons de farsa e caricatura. Também foi tradutor de muitos textos do teatro italiano, francês e espanhol.
Em 1948, no auge de sua carreira cinematográfica e radiofônica, fundou, juntamente com três outros colegas, os "Artistas do Povo", companhia teatral da qual foi diretor artístico. Com um magnífico e variado repertório, os "Artistas do Povo" percorreu vários estados do Brasil, semeando e difundindo a cultura.
A rapidez das encenações durante a longa turnê onde foram montadas muitas peças dentre elas: “Um raio de sol”. “Toda a vida em quinze dias”, “Divórcio”, “Maria Cachucha” entre outras, foi a semente da ideia de se utilizar um pequeno radioreceptor para a comunicação entre o ator e o direto para facilitar o trabalho do ator teatral.
Em 1950, dirigiu um dos maiores sucessos daquela temporada teatral: "Dona Xepa", de Pedro Bloch, com Alda Garrido, no Teatro Rival. Em 1951 dirigiu a peça "Cupim", estréia da Cia. Teatral de Oscarito-Margot Louro.
Em 1952, trabalhou em "Massacre" outro enorme sucesso teatral, que estreava as atividades da Cia. Graça Melo. No ano seguinte, dirigiu a estréia teatral da cantora Marlene, na peça "Depois do Casamento", no Teatro Dulcina.
Em 1955, atuou, ao lado de André Villon e Tereza Austregésilo, em "Alguém falou de amor", comédia de sua própria autoria, encenada no Teatro de Bolso, da Praça General Osório, em Ipanema, premiada naquele ano pela Associação Brasileira de Críticos Teatrais. Na mesma temporada, encenou a comédia espanhola, "Três à meia luz", traduzida por ele.
Em 1957, contratado pela Cia. Artistas Unidos, no Copacabana Palace, atuou na peça "É do amor que se trata" ao lado de Henriette Morineau.
Em 1963, fundou juntamente com sua esposa, a atriz Theresa Amayo, o Teatro Permanente de Brasília, onde encenou "Irene", " Divórcio", "Raio de sol", o "Noviço", ” Diabinho de saias” e, a peça infantil, "Rapto das Cebolhinhas".
Em janeiro de 1965, Mario Brasini e Theresa Amayo seguiram para Portugal, em turnê com a Cia. Tônia Carrero-Paulo Autran.
Na volta da Europa, Brasini foi convidado por Eva Todor para dirigir e atuar na peça "A Moral do Adultério", texto inacabado do teatrólogo Luiz Iglésias. Brasini escreveu o segundo ato juntamente com Joracy Camargo.
No mesmo ano, sua peça "A Guerra Mais ou Menos Santa" foi escolhida para inaugurar o Teatro Princesa Izabel, no bairro do Leme, Rio de Janeiro. Brasini escreveu "A Guerra…" a partir de uma fato real: um padre residente em Patos de Minas e em briga com as prostitutas do local, foi descoberto pela alfândega, quando regressava da Europa, contrabandeando armas escondidas sob sua batina… Na peça, um cantor conta a história da intransigência, do poder atemporal usado de forma indevida e da hipocrisia muitas vezes existente no comportamento político-social. Esta peça foi encenada também em 1966, na reinauguração do Teatro Amazonas, em Manaus.
Ainda sob o impacto dos acontecimentos do ano anterior, Brasini terminou a peça "Nadim Nadinha Contra o Rei de Fuleiró", que trata do renascimento possível e eterno da liberdade humana e das infrutíferas tentativas coercitivas e despóticas de destruir essa possibilidade.
Em 1966, atuou em "Vento nos ramos de sassafrás", ao lado de Mme. Morineau, no Teatro Dulcina, sob direção de Afonso Grisoli.
No mesmo ano, participou do elenco de "As viúvas do Machado" sob a direção de Sérgio Viotti, na Cia. Eva Todor.
Em 1967, Brasini, sob a direção de Maurice Vaneau, participou da montagem de "O Olho Azul da Falecida", no Teatro Ginástico.
Em 1968, sob a direção de Ziembinsky, trabalhou em "Zefa Entre os Homens", no Teatro Nacional de Comédia, hoje Teatro Glauce Rocha. Em 1969, no Teatro Copacabana, participou da montagem de "40 quilates".
Sua peça teatral "Nadim Nadinha contra o Rei de Fuleiró" foi premiada em 1979, no Concurso de Dramaturgia do Serviço Nacional de Teatro (SNT), liberada pela censura e finalmente encenada naquele ano.
Na mesma ocasião, Brasini teve também montada a peça "Aqui e agora", no Teatro Glória, com André Villon, Theresa Amayo e ele próprio, sob a direção de Cecil Thiré. Alguns anos antes, um de seus textos mais famosos, "Quarta-feira Sem Falta Lá em Casa", foi estrelado por Eva Todor e Mme. Morineau e dirigida por Gracindo Jr., também no Teatro Glória.
No dia 7 de novembro de 2002, “Quarta-feira, sem falta lá em casa”, foi encenada em São Paulo, no Teatro Renaissence, estrelada por Beatriz Segall e Miriam Pires, com direção de Alexandre Reinecke e produção da DBA 2, sucesso que se estendeu por mais de um ano.
De agosto de 2005 a abril de 2006, a peça retornou ao Teatro Renaissence, com Beatriz Segall e Nicete Bruno, esta substituindo Miriam Pires que faleceu durante as gravações da novela Senhora do Destino, de Aguinaldo Silva.
A peça ainda fora traduzida para o alemão, inglês e espanhol e existe a intenção de roteirizá-la para o cinema.

## Cinema
Na década de 1940, o promissor galã do cinema nacional foi dirigido por Moacyr Fenelon (É proibido sonhar, Asas do Brasil e Fantasma por Acaso). Atuou também na película “Iracema”, onde estreou Ilka Soares.
Em 1958, Brasini co-dirigiu, escreveu e atuou em "Bruma Seca", dirigido por Mário Civelli. Também participou, como ator, de "Enigma para Demônios", dirigido por Carlos Hugo Christensen, "Jovens pra frente" com Oscarito, “Rifa-se uma mulher”, entre outros.

## Rádio
Iniciou sua carreira radiofônica na Rádio Clube do Brasil e, durante muitos anos, atuou na Rádio Nacional do Rio de Janeiro escrevendo e dirigindo crônicas, programas radiofônicos variados e novelas de sua autoria como: Enquanto houver estrelas, Lua Nova, Laura, A Alma das Coisas, Balança mas não cái (ao lado de Max Nunes) entre outras, ao lado de Almirante, Paulo Roberto e Floriano Faissal.
Em 1955, a convite de Alziro Zarur dirigiu a Rádio Mundial onde escreveu o programa "Boa Noite, Carmela", sucesso do rádio levado mais tarde ao Teatro e à televisão.
Entre 1962 e 1963, "emprestado" pela Radio Nacional do Rio de Janeiro, assumiu a Direção Artística da TV Nacional de Brasília, para onde seguiu com sua mulher e filhos.
Do final de 63 a abril de 64, dirigiu a Rádio Educativa de Brasília, e iniciou a preparação do Curso de Rádio e Televisão para a Universidade de Brasília, em fase de inauguração, convidado pelo reitor da universidade e pelo chefe da Casa Civil da Presidência da República, Prof. Darcy Ribeiro. Na mesma ocasião foi convidado para assessorar o Dr. Julio Sambaqui, Ministro da Educação.
Durante o mês de janeiro de 1964, sob os auspícios do Ministério da Educação, participou da Caravana da Cultura, projeto pioneiro do Embaixador Paschoal Carios Magno, levando o repertório do Teatro Permanente de Brasília a 16 pequenas cidades de três estados brasileiros: Minas Gerais, Bahia e Alagoas.
Com a eclosão do Golpe de Estado de 1964‎, foi chamado de volta à Radio Nacional do Rio de Janeiro e, por motivos políticos, já que Brasini era um comunista sem partido, após responder a inquérito policial militar (arquivado por falta de provas), Brasini e mais 32 colegas foram cassados pelo AI-1 e proibidos de entrar no prédio da Radio Nacional do Rio de Janeiro, ficando com a Carteira de trabalho em aberto por 17 anos.

## Televisão
Mario Brasini foi um pioneiro da televisão, atuando, escrevendo e dirigindo a programação da TV Tupi, em duas fases distintas: a primeira, em 1952 e a segunda em 1968.
Foi Diretor Artístico da TV Paulista, hoje Rede Globo, de 1959 a 1961. Escreveu e dirigiu a novela "Laura" e os programas, A alma das coisas, Estampas Eucalol, Teledrama 3 Leões, Boa noite, Carmela, entre outros.
De volta ao Rio, atuou na TV Rio, no papel título da novela de Nélson Rodrigues "O Desconhecido" e no programa "Praça 11", com o quadro chamado O italiano do realejo.

## Publicitário
Em 1942, com 17 para 18 anos, foi o encarregado da publicidade e do marketing do Serviço de Alimentação da Previdência Social (SAPS), deu aulas e escreveu um livro sobre publicidade.
De 1957 a 1959 foi Diretor do Departamento de Rádio, Cinema e Televisão da Standard Propaganda, uma das maiores empresas de publicidade do país, participando ativamente de várias campanhas publicitárias, inclusive a do lançamento do Dia Nacional da Secretária, através do programa radiofônico "O mundo em suas mãos", na Rádio Mayrink Veiga, patrocinado pelas máquinas datilográficas Remington.

## Inventor
Como resultado de suas experiências eletrônicas amadoras, Brasini inventou um processo de comunicação, batizado com o nome de ponto eletrônico. Este objetivava substituir, durante excursões teatrais, o "ponto" teatral (pessoa que ficava dizendo as falas dos atores, quando necessário). Este invento deu origem a empresa de leasing que Brasini fundou mais tarde, durante a perseguição política de que foi vítima. Sua aparelhagem era alugada às televisões para estabelecer uma comunicação entre a direção artística, na área técnica e a equipe, no estúdio. Infelizmente ao tentar registrar seu invento em 1965, também por motivos políticos, teve negado esse direito, sendo hoje usado gratuitamente por toda a televisão brasileira. A partir do ponto eletrônico, Brasini desenvolveu equipamentos para tradução simultânea usados em congressos, seminários e simpósios, através da firma que fundou: "Ponto Comando Eletrônico Intercom. Ltda." com sede no Rio de Janeiro.
A partir de um certo momento, as atividades crescentes da empresa exigiram a abertura das filiais de São Paulo, Curitiba e Rio Grande do Sul e, com isso, a dedicação integral de seu dono. Por essa razão, Brasini teve que afastar-se de suas atividades teatrais e televisivas para dedicar-se às de empresário. Graças ao sucesso indiscutível desta nova atividade, Brasini conseguiu enfrentar, com grande dignidade, as perseguições profissionais de que foi vítima.
Em 1993, Brasini e sua mulher Theresa venderam suas ações da empresa. O empresário saiu de cena, dando lugar ao teatrólogo, em tempo integral.
Depois de algumas viagens ao exterior, Brasini dedica-se à produção de novos escritos. Deixou pronto dois romances e algumas peças teatrais, ainda inéditas.
Mario Brasini faleceu no dia 9 de outubro de 1997, vítima de uma pneumonia dupla com posterior falência múltipla dos órgãos.

## Filmografia

### Cinema
| Ano  | Título                      | Personagem       |
| ---- | --------------------------- | ---------------- |
| 1944 | É Proibido Sonhar           | Pretendente      |
| 1944 | Gente Honesta               | Ladrão           |
| 1945 | Vidas Solidárias            | Dr. Roberto      |
| 1946 | Fantasma por Acaso          | Rubens Miranda   |
| 1949 | Iracema                     | Martins          |
| 1961 | Bruma Seca                  | Marcos de Araújo |
| 1968 | O Homem Que Comprou o Mundo | —                |
| 1968 | Jovens Pra Frente           | —                |
| 1969 | Antes, o Verão              | Comissário       |
| 1969 | A Doce Mulher Amada         | Médico           |
| 1969 | Máscara da Traição          | Barcelos         |
| 1969 | Rifa-se Uma Mulher          | Ministro Walter  |
| 1969 | Chegou a Hora, Camaradas!   | Emissário        |
| 1975 | Enigma para Demônios        | Ricardo          |

### Televisão
| Ano  | Título                   | Personagem | Notas                |
| ---- | ------------------------ | ---------- | -------------------- |
| 1952 | Grande Teatro Tupi       | Montserrat | Episódio: "Massacre" |
| 1964 | O Desconhecido           | Alberto    |                      |
| 1969 | Enquanto Houver Estrelas | Caetano    |                      |